# Chicos en la playa
Chicos en la playa es una conocida obra del pintor postimpresionista español Joaquín Sorolla. Data de 1909, está ejecutada al óleo sobre lienzo y mide 118 centímetros de alto por 185 cm de ancho. Pertenece al Museo del Prado de Madrid, a donde llegó procedente del Museo de Arte Moderno, al cual lo donó el propio pintor en 1919.

## Análisis del cuadro
El cuadro representa una playa de aguas cristalinas, con tres niños en ella. Los niños se hallan completamente desnudos (así nadaban en el pasado los niños) y tendidos boca abajo sobre la arena en la orilla, teniendo distintas posiciones y atributos: uno de ellos, rubio y de piel clara, así como aparentemente de menor edad, se apoya sobre un codo mirando hacia los otros dos niños, morenos y de piel más oscura, cuyos cuerpos yacen en otra dirección. Uno de ellos se halla mirando hacia el primero con una sonrisa en la cara, mientras que el otro está ajeno a la escena.
El niño rubio está menos hundido en el agua que los otros dos, así como perfilado con mayor detalle; las plantas y los dedos de los pies, así como los músculos de las piernas, los glúteos y la espalda, poseen mayor definición que los de los morenos. Estos se hallan semienterrados en la húmeda arena, siendo mucho más difusos sus cuerpos.

## Análisis del tema
Sorolla, a lo largo de su carrera artística, representó, en diversas poses y situaciones, a otros jóvenes desnudos bañándose en la playa, hasta el punto de que se puede considerar un tema específico de su obra. Entre otros estánː

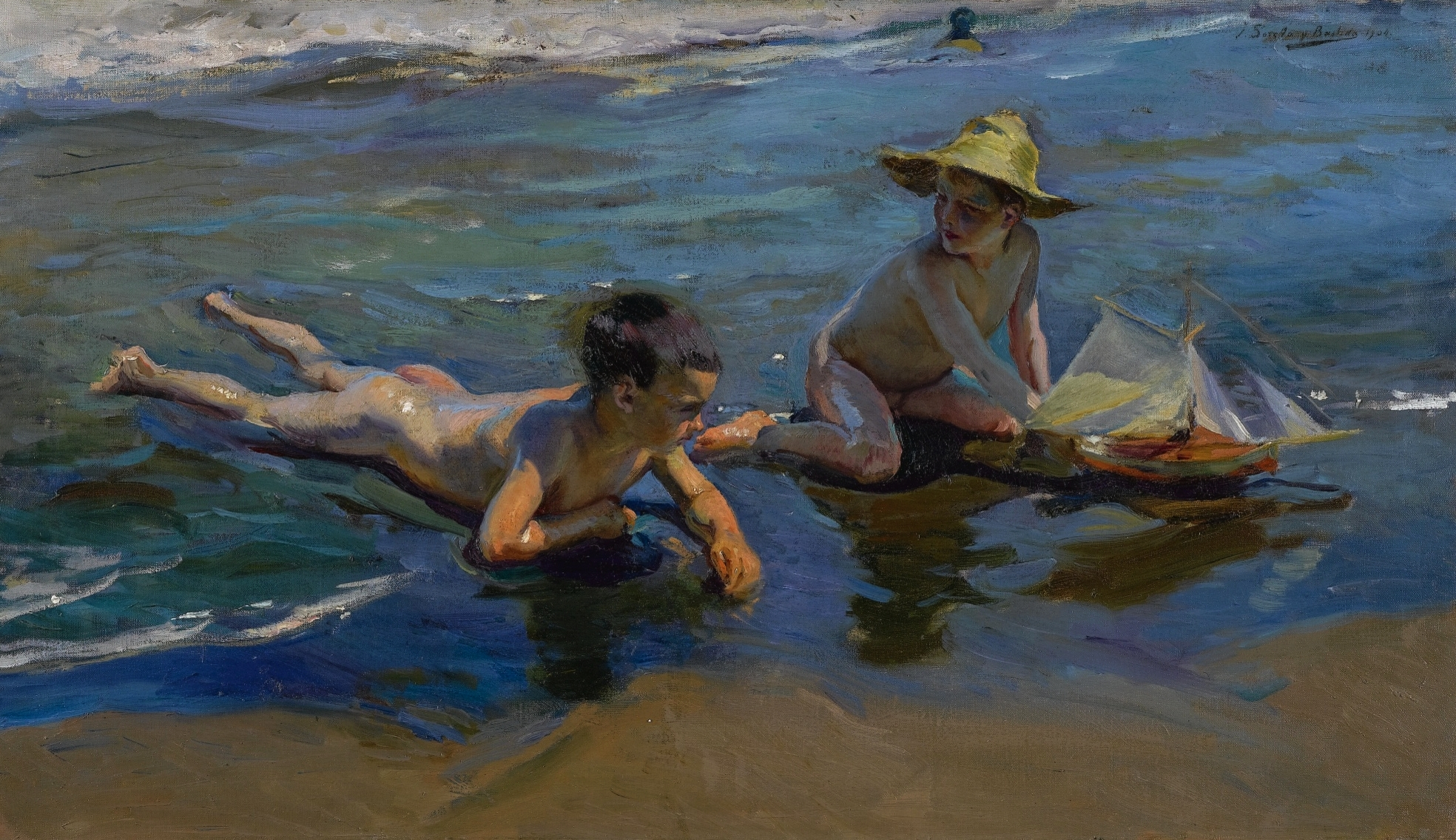
Chicos en la playa (1904)
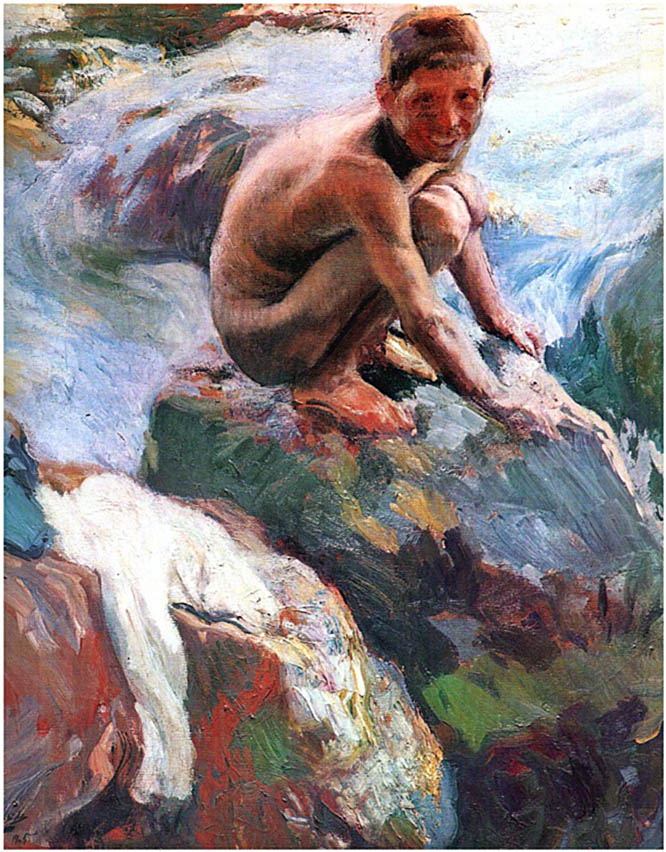
Niño en las rocas, Jávea / Chico en la roca (1905)
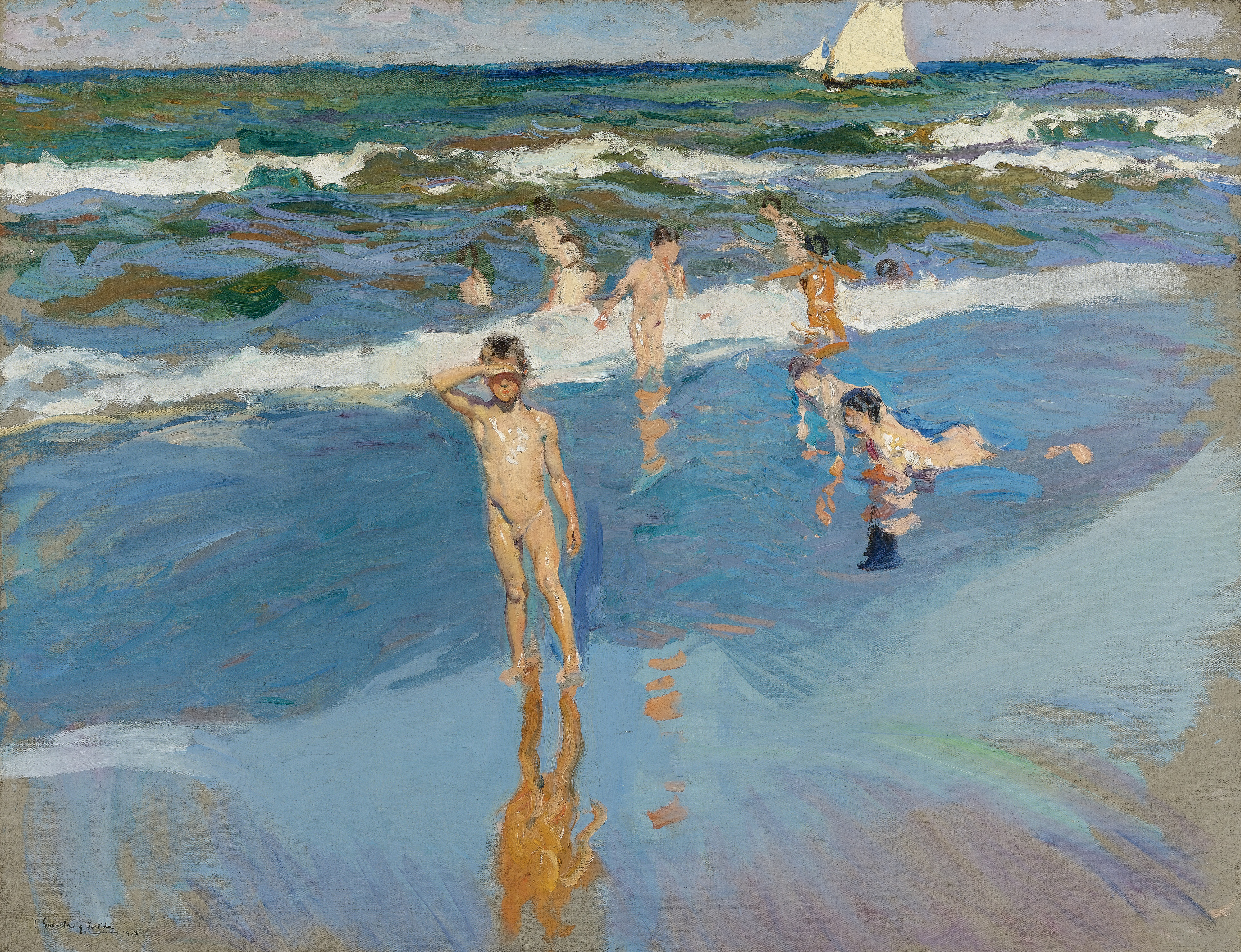
Niños en el Mar, Playa de Valencia (1908)
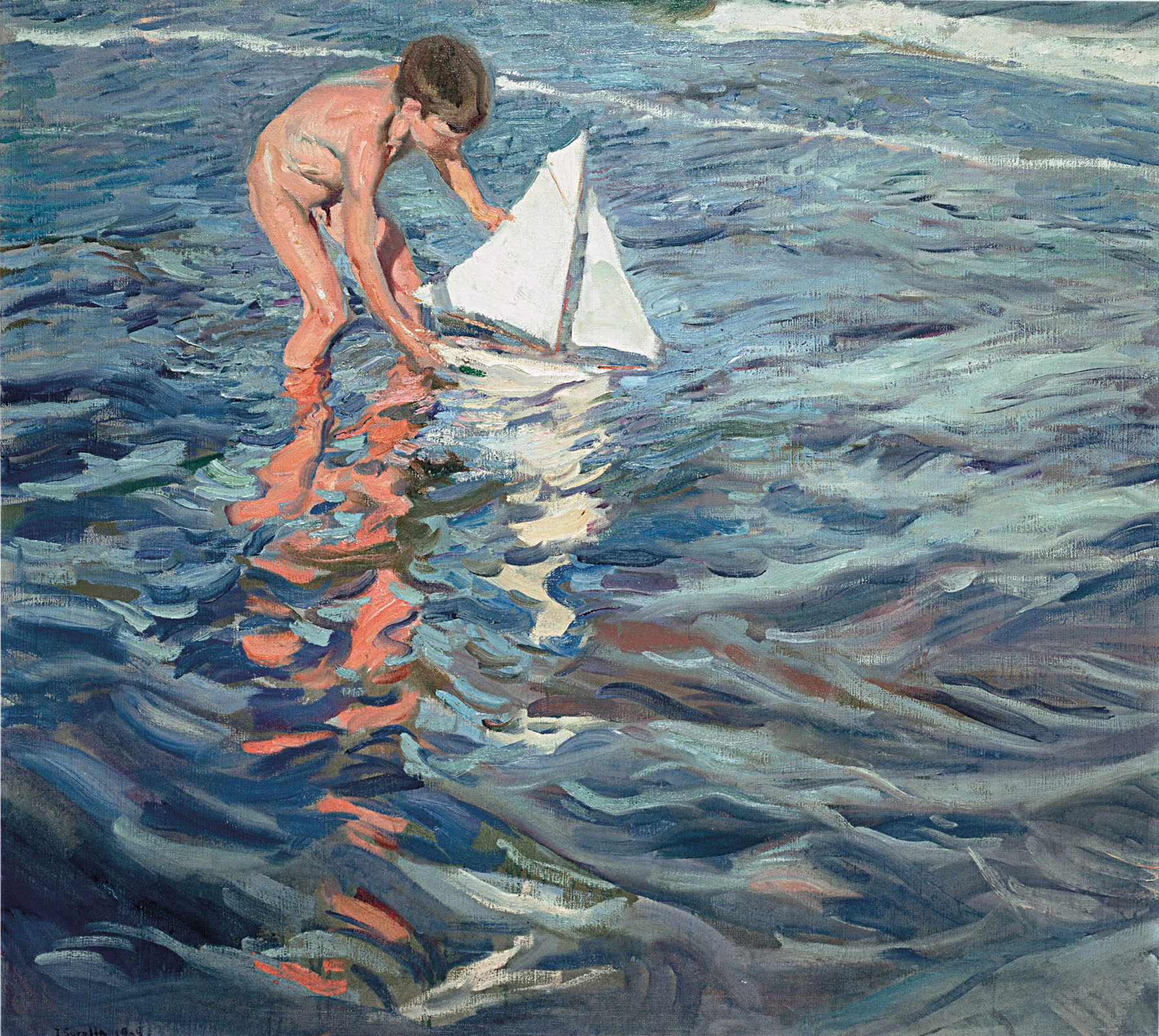
El balandrito (1909)
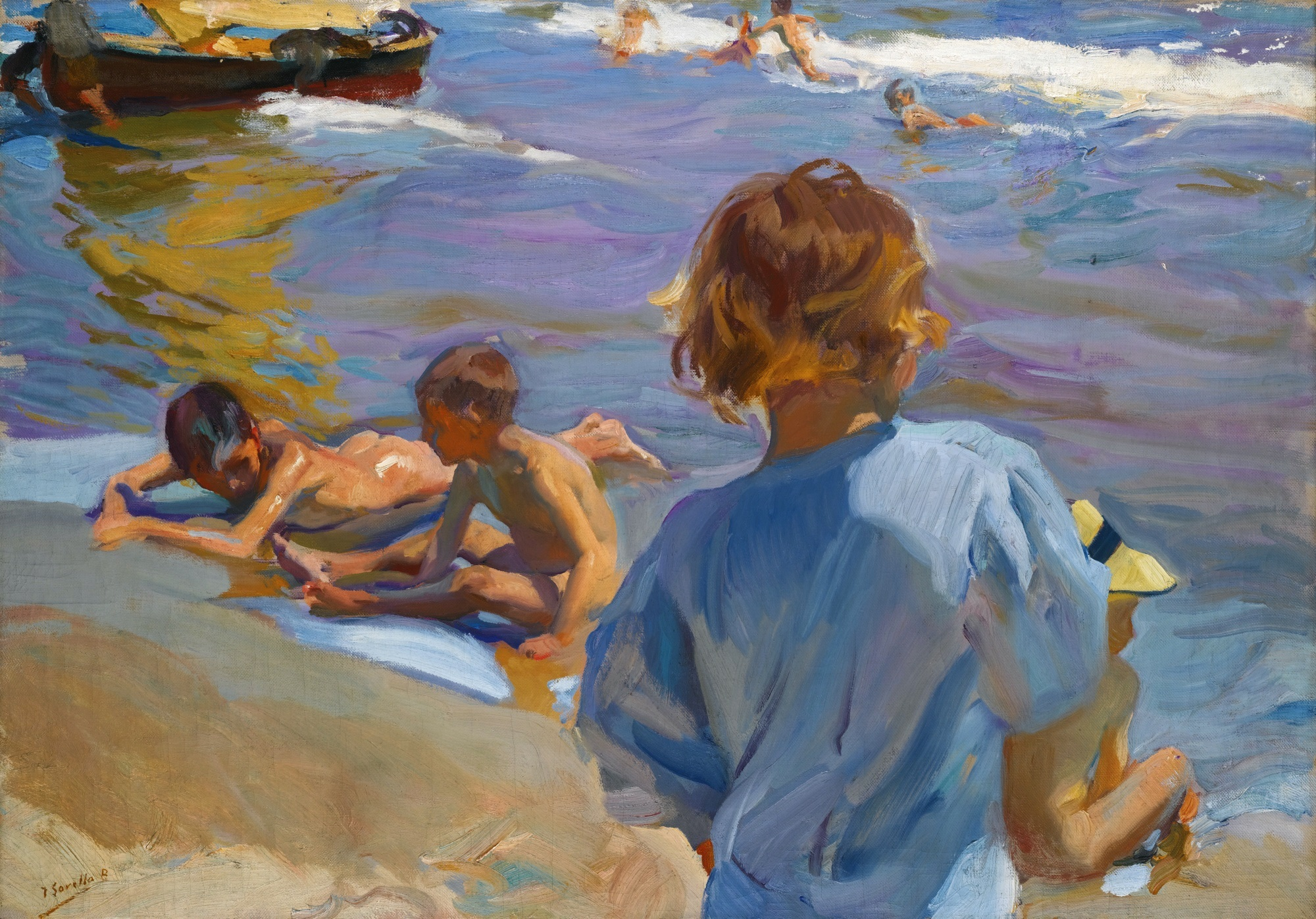
Niños en la playa, Valencia (1916)